# 銀葉樹
銀葉樹（学名：Heritiera littoralis），俗名大白葉仔，为梧桐科银叶树属下的一个种。

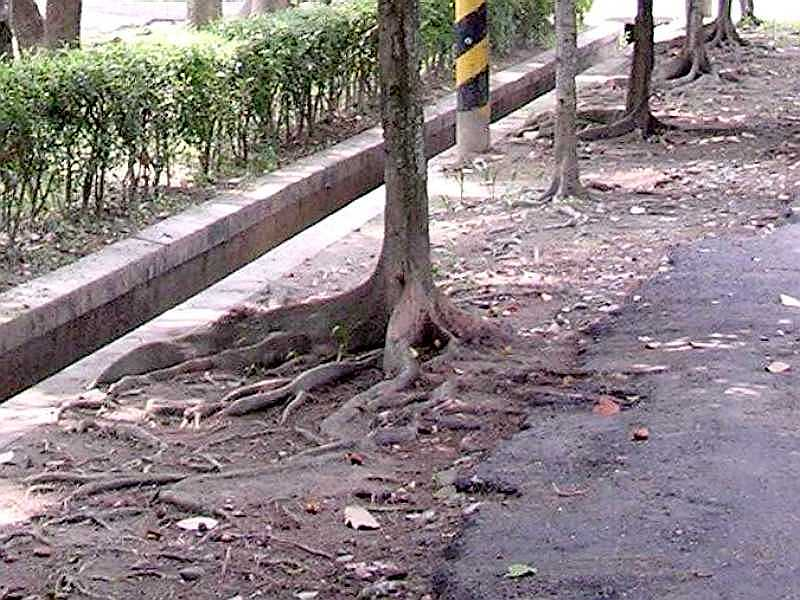
銀葉樹板根

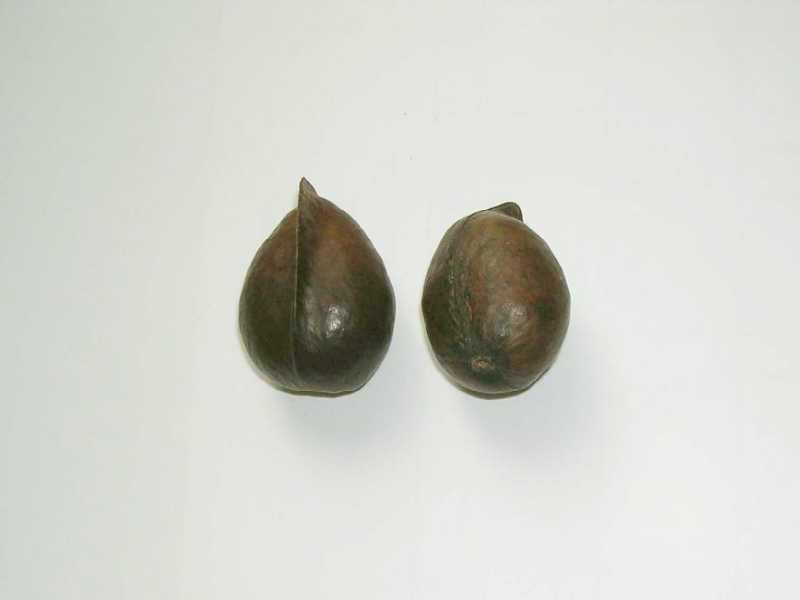
銀葉樹果實

## 外型特徵
1. 莖：常綠中喬木，幹基部有明顯的板根。
2. 葉：葉革質，互生，長橢圓形，背面密被銀白色鱗片。長 16～30 公分，寬 5～12 公分，掌脈或羽脈；葉柄通常兩端膨大。
3. 花：雌雄同株，成多分枝的圓錐花序，花萼癒合，花單性無花瓣；雄花鐘形，萼 4～5 裂，雄蕊的花絲合生成細長筒狀，花藥 4～20 枚；春季開花。
4. 果實：果實扁橢圓形，長 3～5 公分，具光澤，內具纖維質含大量空氣，木質化而質輕，可藉海水漂送傳播各處，腹縫線上龍骨狀突起可導流，故稱海漂植物。

## 分布
原產於太平洋諸島、亞洲南部、台灣南北海岸等地。

## 用途
1. 為紅樹林樹種之一，可作為優良的海岸防風樹種及庭園樹。
2. 木材可供建築、傢俱與造船等使用。
3. 種子及樹皮可做藥用。